# Liste der Naturdenkmale in Putbus
Die Liste der Naturdenkmale in Putbus nennt die Naturdenkmale in Putbus im Landkreis Vorpommern-Rügen in Mecklenburg-Vorpommern.

## Naturdenkmale
| Bild                          | Nr.        | Bezeichnung                   | Standort                                                                                      | Beschreibung                                                                                        | Schutzzweck | Verordnung                                                         |
| ----------------------------- | ---------- | ----------------------------- | --------------------------------------------------------------------------------------------- | --------------------------------------------------------------------------------------------------- | ----------- | ------------------------------------------------------------------ |
| BW                            |            | Stieleiche                    | Klein Stresow (54° 21′ 22,5″ N, 13° 35′ 43,6″ O)                                              | im NSG Quellsumpf Ziegensteine bei Groß Stresow                                                     |             |                                                                    |
| mehr Fotos \| Fotos hochladen |            | Schirmeiche                   | Freetz im Goor (54° 20′ 38,1″ N, 13° 31′ 38,5″ O)                                             | Im LSG Goor-Muglitz: Freetzer Niederung und Goor                                                    |             |                                                                    |
| BW                            |            | Eiche                         | Freetz im Goor (54° 20′ 45,6″ N, 13° 31′ 26,4″ O)                                             | Im LSG Goor-Muglitz: Freetzer Niederung und Goor                                                    |             |                                                                    |
| BW                            |            | Stieleiche                    | Alt-Pastitz (54° 22′ 36,3″ N, 13° 29′ 0,8″ O)                                                 | |             |                                                                    |
| BW                            |            | Eiche                         | Pastitz am Bach (54° 21′ 48,1″ N, 13° 29′ 8,7″ O)                                             | |             |                                                                    |
| BW                            |            | Eiche                         | Pastitz nördlich (54° 21′ 47,1″ N, 13° 29′ 3,9″ O)                                            | |             |                                                                    |
| BW                            |            | Eiche                         | Pastitz südlich (54° 21′ 41,9″ N, 13° 29′ 3,2″ O)                                             | |             |                                                                    |
| BW                            |            | Eiche                         | Darsband am Waldrand (54° 21′ 58,1″ N, 13° 27′ 49″ O)                                         | |             |                                                                    |
| BW                            |            | Eibe                          | Putbus Circus 5 (54° 21′ 15,8″ N, 13° 28′ 37,9″ O)                                            | |             |                                                                    |
| BW                            |            | Eiche                         | Putbus Am Mühlenberg 14 (54° 21′ 20,2″ N, 13° 27′ 48,7″ O)                                    | |             |                                                                    |
| BW                            |            | Eiche                         | Gremmin Waldrand (54° 20′ 38,5″ N, 13° 27′ 41,6″ O)                                           | |             |                                                                    |
| BW                            |            | Stieleiche                    | Wreechen nahe der Wassermühle (54° 20′ 21,6″ N, 13° 27′ 18,3″ O)                              | |             |                                                                    |
| BW                            |            | Traubeneiche                  | Kasnevitz Waldrand (54° 20′ 29″ N, 13° 26′ 22,4″ O)                                           | |             |                                                                    |
| BW                            |            | Eibe                          | Kasnevitz Dorfstraße 46 (54° 20′ 29,2″ N, 13° 25′ 17,9″ O)                                    | |             |                                                                    |
| BW                            |            | Douglasie                     | Kasnevitz Wald südlich Dorfstraße 37 (54° 20′ 19,7″ N, 13° 25′ 7,8″ O)                        | |             |                                                                    |
| BW                            |            | Platane                       | Kasnevitz Wald südlich Dorfstraße 37 (54° 20′ 19,1″ N, 13° 25′ 7,2″ O)                        | |             |                                                                    |
| BW                            |            | Esche                         | Kasnevitz Wald südlich Dorfstraße 37 (54° 20′ 18,7″ N, 13° 25′ 10″ O)                         | |             |                                                                    |
| mehr Fotos \| Fotos hochladen |            | Stieleiche                    | Kasnevitz Waldrand, rechts der Straße nach Ketelshagen (N) (54° 21′ 20,5″ N, 13° 25′ 21,4″ O) | |             |                                                                    |
| mehr Fotos \| Fotos hochladen |            | Stieleiche                    | Kasnevitz Waldrand, rechts der Straße nach Ketelshagen (S) (54° 21′ 20″ N, 13° 25′ 21,2″ O)   | |             |                                                                    |
| BW                            |            | Eiche                         | Ketelshagen im Wald (54° 21′ 57,6″ N, 13° 26′ 34,4″ O)                                        | |             |                                                                    |
| BW                            |            | Rotbuche                      | Ketelshagen (54° 21′ 23,5″ N, 13° 24′ 57,2″ O)                                                | |             |                                                                    |
| BW                            | fnd_vr_021 | Kalkflachmoor bei Freetz      | Freetz (54° 20′ 43,4″ N, 13° 32′ 2,1″ O)                                                      | erste Festsetzung 1981. Wertvolle Pflanzenart(en)                                                   |             | Beschluss des Rates des Kreises Rügen Nr. 191/21-88 vom 06.10.1988 |
| BW                            | fnd_vr_025 | Quellgebiet im Gremminer Wald | (54° 20′ 36,9″ N, 13° 26′ 35,1″ O)                                                            | erste Festsetzung 1981. Wertvolles Biotop, besondere geologische Bildung, wertvolle Pflanzenart(en) |             | Beschluss des Rates des Kreises Rügen Nr. 191/21-88 vom 06.10.1988 |